# 円通寺 (足立区)
円通寺（えんつうじ）は、東京都足立区にある真言宗豊山派の寺院。

## 歴史
651年（白鳳2年）、存隆上人によって開山されたと伝えられているが、詳細は不明である。かつては總持寺（西新井大師）の末寺であった。当寺も南光寺や三蔵院を末寺として擁していた。
当寺は東密「慈猛意教流」の法統を継承した寺であり、過去には当宗派の管長を輩出したりしたが、火災等で寺運衰微して現在に至っている。

## 交通アクセス
- 舎人駅より徒歩3分（経路案内）。